# موتور آب سبز (وكيل أباد)
موتور آب سبز (بالإنجليزية: Mowtowr-e Ab Sabz)‏ هي منطقة سكنية تقع في إيران في قسم وکيل أباد الريفي. يقدر عدد سكانها بـ 26 نسمة .